# Exposition internationale de Besançon de 1860

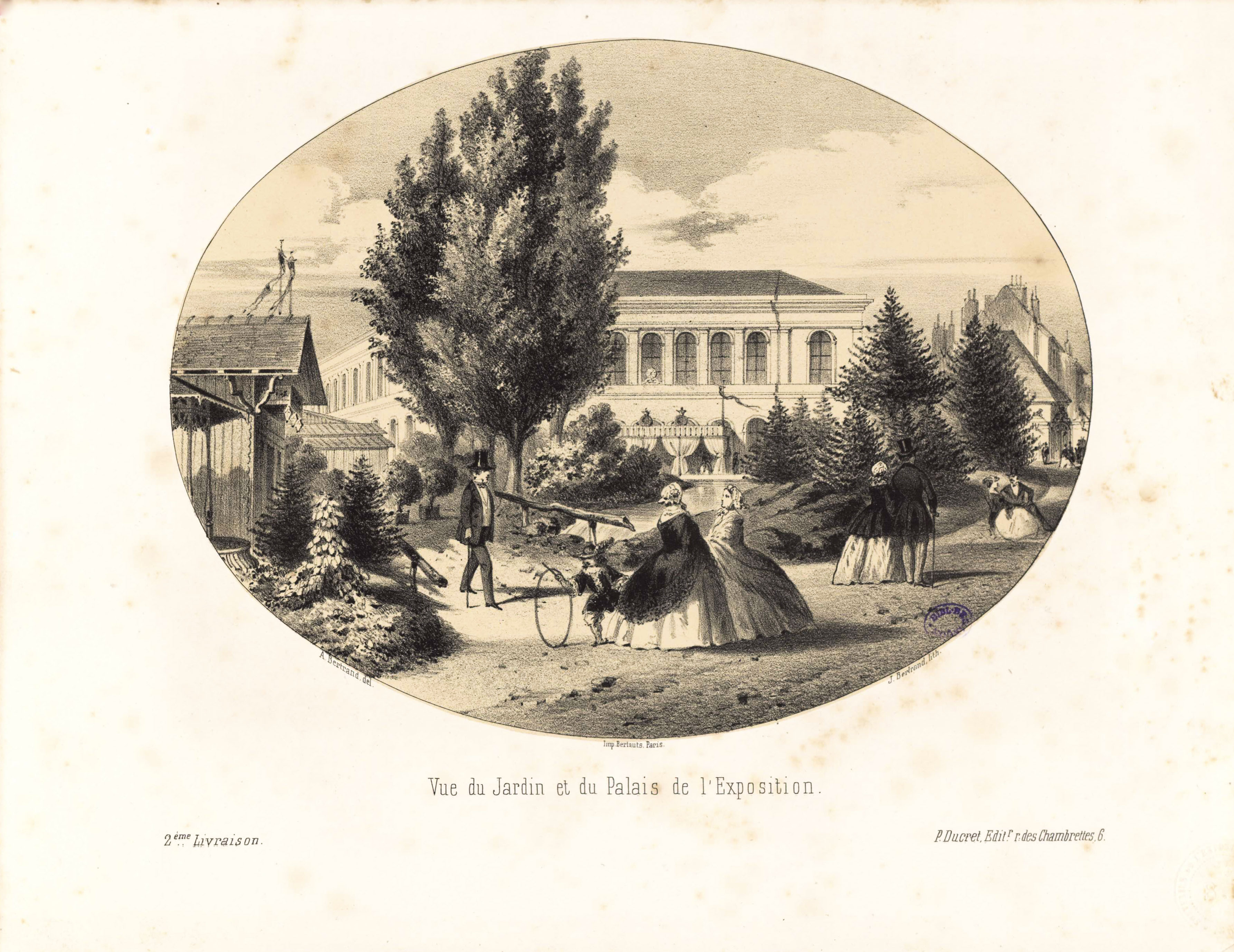
Illustration de l'Exposition internationale de 1860 sur la place de la Révolution.

L'Exposition internationale de 1860 s'est tenue dans la ville française de Besançon (Doubs ; actuelle Région Bourgogne-Franche-Comté) afin de promouvoir l'industrie horlogère, très présente dans la région, ainsi que les arts locaux. La ville devient à l'époque la Capitale de la montre française.
Pour acheminer les visiteurs, la ville peut compter sur le chemin de fer : la gare Viotte est ouverte depuis 1856, avec une ligne à destination de Lyon.

## L'exposition
Sous le second Empire, Besançon se positionne comme la capitale de l'horlogerie française. Comme une exposition universelle a eu lieu à  Paris en 1855, la Société d’Émulation du Doubs et l'architecte Alphonse Delacroix conçoivent, sur ce modèle, un projet qui se veut ambitieux. 
Le prince Napoléon, cousin de l’empereur, accorde son parrainage à l'exposition bisontine qui doit être une vitrine de la réussite horlogère et industrielle de la Région. 
La manifestation se tient du 24 juin au 28 octobre 1860 place Labourey (actuelle place de la Révolution) et dans le bâtiment du Musée des Beaux-Arts au cœur de la capitale comtoise. 
Ducret, éditeur local, décide de réaliser un ouvrage de présentation et demande à Alexandre Bertrand de l'illustrer. Celui-ci utilise Barbizier, le personnage central de la Crèche comtoise, pour sa présentation. La publication se compose de 20 livraisons : chacune comprend une lithographie représentant une vue extérieure ou intérieure de l’exposition ou la reproduction d’un des plus beaux tableaux exposés, une feuille de charges ou caricature et  quatre pages de texte sur deux colonnes..

## Les exposants
La place Labourey et l'ancienne halle aux blés (musée) sont aménagées pour accueillir les exposants. Gustave Courbet présente douze de ses toiles. Des annexes s’installent dans les rues. La galerie de Mulhouse dévoile une salle des machines qui s’organise autour d’objets produits par les métallurgistes comtois, comme des machines à fabriquer les clous.
Tout au long de la manifestation, différentes animations sont organisées : une loterie, un embrasement lors d’une fête nocturne, des concerts de l’orphéon, une grande fête militaire le 24 et 25 septembre, rejouant la bataille d’Isly (1844) et l’entrée de Louis XIV à Besançon en 1674. 
L’exposition bisontine sera un demi-succès. Bertrand l'explique par le mauvais temps et le manque de visiteurs étrangers.

### Cascade de rocaille

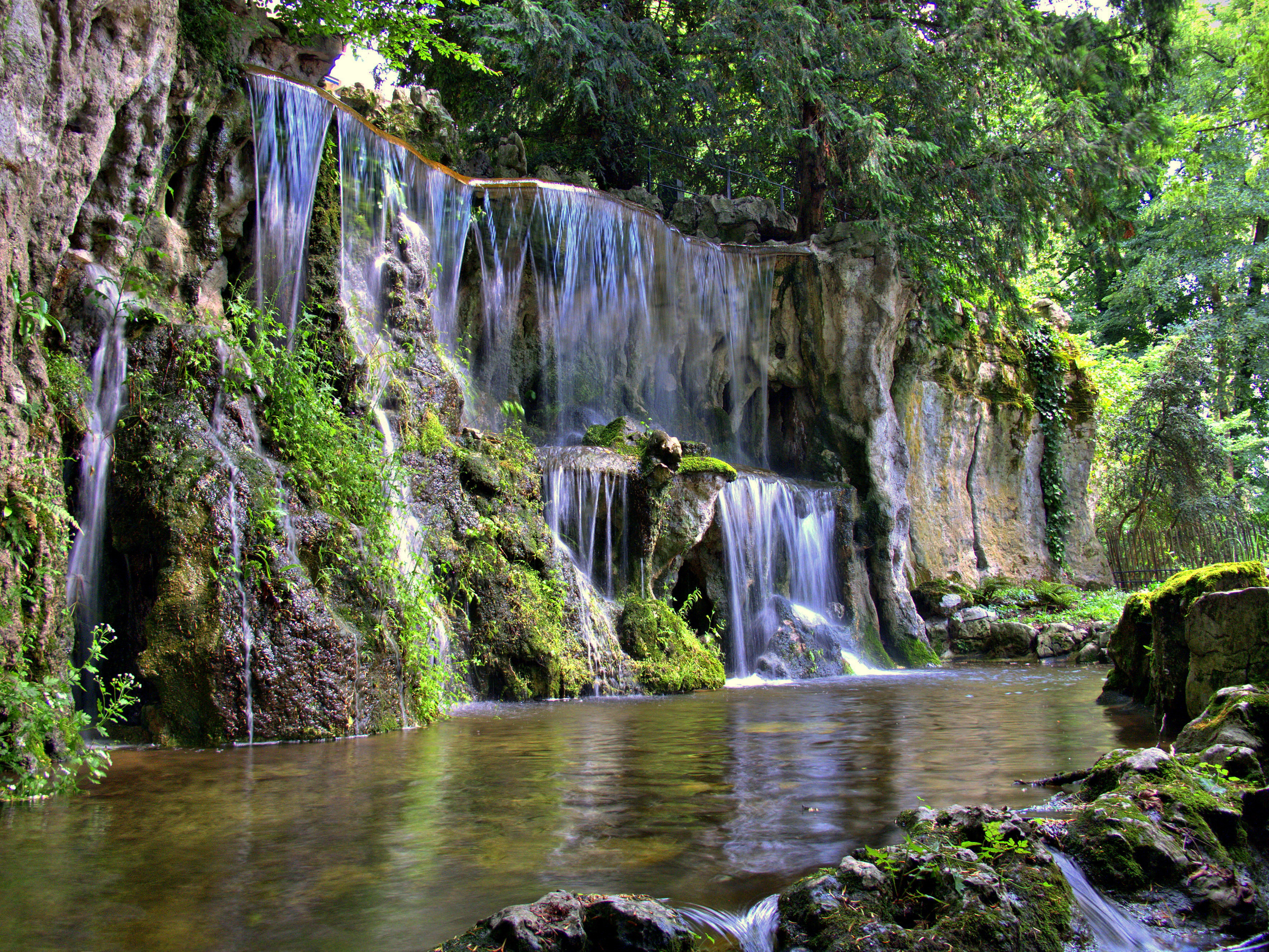
La cascade réinstallée au sein du Parc Micaud.

Une cascade, due à Brice Michel,  est installée sur la place Labourey, à proximité de la fontaine des eaux d'Arcier qui en occupait alors l'angle. Elle rencontre un grand succès, de sorte qu'après l'exposition, elle est réinstallée place Granvelle. Comme elle occupe trop de place sur un site dévolu à d’autres projets, une partie est déposée pour être installée sur la promenade Micaud. Ces deux cascades ont été restaurées en 2008 et 2010. 